# Smalts
Smalts is een Nederlandse muziekgroep.
In 1982 werkten Wim Dekker en Pieter Mulder, beiden lid van Minny Pops aan nieuw materiaal voor die groep maar kwamen tot de conclusie dat de composities niet goed pasten bij Minny Pops. Met drummer Rubin Ootes en geluidsman Zip Boterbloem richtten ze de groep Smalts op. In datzelfde jaar stond de groep op het verzamelalbum van het VPRO-radioprogramma Radionome en verscheen de 12-inch Werktitels . 
In 2002 kwam de groep terug en bracht de cd It's Good to Be On A Well-Run Ship uit, die is geïnspireerd op het verongelukken van de Koersk. In 2005 bracht de groep de cd Nevelglans uit, met teksten van onder anderen Gerrit Achterberg, Hendrik Marsman, Jan Arends, Hugo Claus en Jan Hanlo en een bijgevoegde documentaire over Hanlo op dvd. In 2006 bracht Smalts een ode aan dichter en voormalig VPRO-radioprogrammamaker Louis Lehmann uit. Op de bijgevoegde dvd staat een interview met Lehmann door Hanneke Groenteman. In 2011 bracht de groep een compositie van Terry Riley uit op iTunes ter ere van diens verjaardag.